# Прудковский, Пётр Николаевич
Пётр Николаевич Прудковский (24 августа 1900, Москва — 18 февраля 1988) — писатель-прозаик, член Союза писателей СССР (1935).

## Биография
Родился в Москве, детство провел в городе Вильна, когда в 1915 году линия фронта во время Первой мировой войны оказалась в непосредственной близости, он был эвакуирован в город Остpогожск, Воронежской области. Здесь окончил гимназию и начал заниматься журналистикой. В начале 1920-х гг. pедактиpовал остpогожскую уездную газету «Наша жизнь». Сотрудничал с главным печатным органом ЦЧО газетой «Коммуна». Был главным pедактоpом, а затем диpектоpом Воpонежского книжного издательства. Входил в состав редакции альманаха «Литеpатуpный Воронеж». Работал в литературно-художественном журнале «Подъем».
В его творчестве затрагивались такие темы, как строительство молодой советской республики, в условиях гражданской войны и первых пятилеток, колхозного строительства (повести «Бригада», «Касиловцы»). В более поздний период писатель работал и в приключенческом жанре («По волчьему следу», «Фламандский пейзаж»). Ряд рассказов посвящен теме Великой Отечественной войны («Родной голод», «Рубеж обороны» и дp.).
Мемориальную доску памяти Прудковского открыли 25 мая 2019 года в день столетнего юбилея со дня образования комсомольской организации Острогожского уезда на доме, в котором в 1919 году размещался коммунистический клуб.

## «Коммуна»
В 1928 году была образована Центрально-Чернозёмная область РСФСР, включавшая территории нынешних Воронежской, Липецкой, Белгородской, Орловской, Курской, Пензенской и Тамбовской областей с населением около 10 млн человек. Для нового региона главной газетой стала «Воронежская коммуна», переименованная с 6 июня того же года в «Коммуну».
В 1920-е и 30-е годы в «Коммуне» Прудковский работал в одно время с такими известными литераторами, как Андрей Платонов, Георгий Плетнев, Николай Стальский, Николай Задонский, Владимир Нарбут (известный поэт Серебряного века), Михаил Лызлов.

## «Подъём»
В 1930-е годы П. Н. Прудковский работал также в литературно-художественном журнале Черноземья «Подъём», который был основан в январе 1931 года по инициативе первого секретаря Обкома ВКП(б) Центрально-Чернозёмной области Иосифа Варейкиса. Инициатива оказалась знаковой.